# Accentazione e neutralizzazione vocalica in inglese
L'accentazione è un'importante caratteristica della lingua inglese, sia nelle singole parole (a livello lessicale) che a livello della frase complessa (a livello prosodico). L'assenza di accentazione di una sillaba, o anche di una parola, è spesso correlata a fenomeni di neutralizzazione: molte sillabe di tale tipo sono pronunciate con uno sceva o altre vocali dette " nulle" (o addirittura con una consonante sillabica nel nucleo sillabico, piuttosto che con una vocale). Vi sono varie analisi fonologiche sul fenomeno.

## Accentazione lessicale e prosodica
L'accentazione, nelle parole, è avvertita come fonemica in lingua inglese, ossia è normalmente imprevedibile e può distinguere due parole: insight e incite hanno infatti la stessa pronuncia, ma la prima parola è piana (accento sulla penultima sillaba), la seconda tronca (sull'ultima). Similmente, increase può essere sia nome che verbo a seconda dell'accento. Più spesso, anche in una sequenza di suoni o in una parte di discorso, l'accento può distinguere diverse parole o addirittura significati (dipende da come viene considerata, teoricamente, una parola): offense e defense quando piane indicano concetti sportivi, mentre da tronche assumono significati della sfera legale (e per defense, quello militare); vengono incontrate così nello sport solo nel contesto delle infrazioni alle regole. 
Alcune parole hanno due tipi di accento, il primario e il secondario. Per esempio, la pronuncia in RP  di organization si può scrivere come /ˌɔːɡənaɪˈzeɪʃən/, quindi la parola avrebbe un accento primario sulla quarta sillaba e un secondario sulla prima, lasciando le altre sillabe atone.
Vi è anche un'accentazione prosodica piuttosto marcata, per cui alcune parole nella frase acquistano un'accentazione maggiore per enfatizzare alcune informazioni veicolate. Si dice che ciò sia un naturale "accento tonico" che cade sull'ultima sillaba accentata di un'unità prosodica. 
L'inglese è inoltre una lingua isoaccentuale (stress-timed language), ossia le sillabe accentate tendono a disporsi tra intervalli di tempo simili. Si veda la voce isocronia (linguistica).

## Vocali neutralizzate
Alcune vocali inglesi sono fortemente connesse all'assenza di accento, trovandosi praticamente solo in sillabe atone, infatti quasi tutte le sillabe atone ne contengono una. Vengono dette appunto vocali neutralizzate, e sono caratterizzate soprattutto dall'esser brevi, rilassate (poco tese) e centrali. Queste variano a seconda del dialetto. 

### Scevà er-colored schwa
Lo scevà è la vocale neutralizzata più comune dell'inglese. Può essere scritta con qualsiasi vocale, come con a in about,  e in synthesis, o in harmony, u in medium, i in decimal e y in syringe (anche se alcuni parlanti pronunciano le ultime due con una vocale quasi chiusa).
In molti accenti rotici, si può avere uno scevà rotico, [ɚ], in parole come water e standard (i dialetti non rotici presentano uno scevà semplice). Questa vocale si può foneticamente analizzare come /ər/.

### Vocali neutralizzate chiuse
In alcune varietà inglesi vi è una distinzione tra due gradi di chiusura delle vocali neutralizzate: oltre allo scevà esiste un'altra vocale distinta, la vocale centrale quasi chiusa non arrotondata [ɪ̈] (o [ɨ̞]). Nella tradizione fonetica britannica si indica tale vocale con /ɪ/, nell'americana con /ɨ/. Una coppia minima è Rosa’s - roses: la a di Rosa's è infatti uno scevà, mentre la e di roses è una vocale più chiusa.
La distribuzione tra le due vocali può variare, e non raramente sono varianti libere: la i di decimal può infatti avere entrambe le pronunce. Recentemente è stata adottata dalla Oxford University Press una convenzione per alcuni dizionari per cui viene usato il simbolo [ᵻ] (ɪ) nelle parole che possono avere entrambe le vocali.
La vocale finale di parole come happy e coffee è una neutralizzata vocale anteriore chiusa non arrotondata [i], ma alcuni dialetti (tra cui la Received Pronunciation più conservativa) conservano il fono [ɪ]. [i] veniva prima identificata col fonema /ɪi/, la vocale di FLEECE. Il fenomeno è chiamato, nello specifico, happy-tensing. La posizione attualmente più accreditata al riguardo considera che tale vocale sia chiusa e anteriore ma non quella di KIT o di FLEECE (gli altri due fonemi chiusi esposti); si troverebbe in contesti dove il contrasto tra tali vocali si neutralizzi. Tali contesti includerebbero quelli in cui la vocale sia atona e prevocalica nella parola, come in  react [riˈækt]. Tecnicamente, [i] è dunque un arcifonema.

### Vocali neutralizzate arrotondate
Molte varietà contengono persino vocali neutralizzate arrotondate. /ʊu/ e /ʊ/ possono infatti neutralizzarsi in [ʊ̈] (o [ʉ̞]), come in into [ˈɪntʉ̞]. Il dittongo /oʊ/ può monottongarsi in [ɵ], come in widow [ˈwɪdɵ]: Bolinger cita una serie minima anche per questa vocale, a mission [əˈmɪʃən], emission [ɨˈmɪʃən], e omission [ɵˈmɪʃən].
Analogamente al simbolo [ᵻ] sopraccitato, l'Oxford University Press ha introdotto anche il simbolo [ᵿ] per una vocale con due libere varianti, /ʊ/ o /ə/. Awful [ˈɔːfᵿl] può dunque realizzarsi come /ˈɔːfəl/ o /ˈɔːfʊl/.
Un'arrotondata [u], controparte di [i], è largamente citata nella letteratura britannica per parole come influence [ɪnfluəns], into [ɪntu]. Tale vocale è, tecnicamente, un arcifonema dove si neutralizza il contrasto tra /ʊu/ e /ʊ/.

### Consonanti sillabiche
Altri suoni che possono rappresentare la riduzione più forte possibile sono le consonanti sillabiche; quando compaiono, si ottengono sillabe prive di vocale. In inglese questo accade soprattutto con /l/, /m/ e /n/: per esempio le in cycle e bottle può pronunciarsi come una /l/, ma facente sillaba a sé, così come la m in prism, e l<wiki>'</wiki>on in prison.
Una consonante sillabica può essere a livello fonologico sia una semplice consonante che una consonante preceduta da uno scevà. Cycle può pronunciarsi /ˈsaɪkl/ o /ˈsaɪkəl/.
Un sillabico [ŋ] può apparire in alcune posizioni nel parlato rapido, come nella parola and in lock and key.

## Vocali atone non neutralizzate
Oltre a quelle ridotte, possono comparire altre vocali in posizione atona (escludendo i casi di accentazione secondaria o terziaria). Qui riportiamo alcuni esempi nell'ambito della Received Pronunciation.
- Vocali brevi: /ɛ/ nell'ultima sillaba di document usato come verbo (compare invece /ə/ nell'omografo sostantivo); /æ/ nella a di ambition; /ɒ/ nella o di neon; /ʌ/ nel prefisso un-, come unknown (compare però /ə/ in until).
- Vocali lunghe: /ɑː/ nell'ultima sillaba di grandma; /ɔː/ nell<wiki>'</wiki>aw di outlaw; /uː/ nella u di tofu; /ɜː/ nel sostantivo convert; /iː/ in manatee. Quest'ultima può addirittura contrastare con [i].
- Dittonghi: /eɪ/ in Monday; /əʊ/ in piano; /aʊ/ in discount; /aɪ/ in idea; /ɔɪ/ in royale.

Vocali "piene" si trovano spesso nelle sillabe atone di parole composte, come bedsheet, moonlit, tentpeg, snowman, e kettledrum. In alcune parole acclimatate si può trovare comunque una vocale neutralizzata, come in postman /ˈpəʊstmən/.
Vi sono varie altre vocali piene atone formatesi da vocali storicamente toniche, poi rese atone da uno spostamento dell'accento (come la perdita dell'accentazione francese sull'ultima sillaba come ballet e bureau, almeno nella pronuncia britannica), o la perdita o cambio dell'accentazione in parole composte o locuzioni (come in óverseas vóyage da overséas o óverséas + vóyage). Queste vocali tendono comunque a neutralizzarsi nel tempo, soprattutto nelle parole più comuni. 
Quando una vocale è trascritta /ɪ/ o /ʊ/, è difficile stabilire se sia una vocale integra o neutralizzata. Un esempio in tal senso può essere "chauvinism", dove la prima I è una normale vocale neutralizzata [ɨ], mentre la seconda è una vocale integra, /ɪ/.

## Livelli di accentazione

### Descrizioni di accenti primari e secondari
In molti dizionari, in accordo all'opinione di molti esperti, si rappresentano le parole attraverso due livelli di accentazione: primario e secondario. In qualsiasi parola di tipo lessicale (vale a dire sostantivi, aggettivi, avverbi e verbi) e in alcune parole grammaticali (preposizioni, congiunzioni, articoli), una sillaba possiede un accento primario, anche nei monosillabi, benché su questi, spesso, non sia trascritto. In più, parole lunghe potrebbero avere un ulteriore accento, secondario. Qualsiasi sillaba che non ne abbia nessuno è detta atona. 
L'accento secondario si trova spesso nei casi seguenti:
- Parole accentate dopo la seconda sillaba. Qui una delle sillabe precedenti (normalmente non quella immediatamente prima) acquista un accento secondario. Interjection e evolution, il cui accento primario è sulla terza sillaba, acquistano un accento secondario sulla prima; organization e association sono entrambi accentati sulla quarta sillaba, ma hanno un accento secondario rispettivamente sulla prima e sulla seconda.
- Nelle parole sdrucciole o bisdrucciole, una della sillabe successive può acquistare un accento secondario.
- In molte parole composte: infatti una delle parti è spesso pronunciata con più forza, dunque con un accento primario, mentre l'altra parte avrà spesso un accento secondario. Un esempio è còunterintélligence [ˌkaʊntər.ɪnˈtɛlɪdʒəns], e cóunterfòil [ˈkaʊntərˌfɔɪl]. I dizionari non sono sempre regolari su questo, soprattutto quando l'accento secondario viene dopo quello primario; per esempio l'accento secondario di counterfoil viene indicato nei dizionari Merriam-Webster ma non nell'OED, ma entrambi lo indicano in counterintelligence.
- Alcuni dizionari (specie americani) indicano tutte le sillabe con una vocale integra con un accento secondario, soprattutto quando questa è dopo l'accento primario, ma talvolta accade anche quanto sono precedenti ad esso. Bolinger[13] sostiene che tali dizionari usino gli accenti secondari come marca delle vocali integre in sillabe atone. John Wells sottolinea: "Alcuni analisti (soprattutto americani) ritengono [...] che la presenza di una vocale integra sia una prova sufficiente per affermare che una data sillaba è tonica; nella tradizione britannica, si possono considerare comunque atone. "[12]

### Descrizioni a tre livelli
Secondo alcuni linguisti, l'inglese avrebbe tre livelli di accentazione: primario, secondario e terziario (in queste teorie il livello atono può essere considerato come accentazione quaternaria). Per esempio, "counterintelligence" e "counterfoil" sarebbe descritti come ²coun.ter.³in.¹tel.li.gence e ¹coun.ter.³foil. Le interpretazioni non sono costanti, ma comunemente l'accentazione terziaria viene considerata come posta sulle sillabe che contengano vocali non neutralizzate, pur non avendo né l'accento primario né secondario. I dizionari normalmente non segnano quest'accentazione terziaria, ma, come detto sopra, alcuni di questi trattano tutte le sillabe con vocali integre come se avessero un'accentazione almeno secondaria. 

### Descrizioni a livello singolo
Fonetisti come Peter Ladefoged hanno affermato che l'inglese potrebbe essere descritto con un tipo di accento, se si considerano le sillabe atone come distinte fonemicamente dalla neutralizzazione vocalica. Secondo tale punto di vista, i sopraccitati livelli secondari e terziari sarebbero più dettagli fonetici (praticamente un fenomeno di allofoni), piuttosto che qualcosa da trattare a livello di fonemi. Ritengono che spesso queste ipotetiche accentazioni secondarie e terziarie non siano caratterizzate dall'aumento dell'attività respiratoria normalmente associata all'accentazione primaria presente in inglese così come nelle accentazioni di altre lingue. Insomma si pensa che una sillaba inglese può essere accentata o atona, e se atona, la vocale può essere sia integra che neutralizzata. Questo sarebbe tutto ciò che andrebbe considerato a livello fonemico. 
Secondo tale corrente, la differenza tra le comunemente dette accentazioni primarie e secondarie, si spiegherebbe osservando che l'ultima sillaba accentata di un'unità prosodica riceve maggiore tono di voce per una questione di intonazione. Una parola isolata acquisirebbe tale tono aggiuntivo, e quindi apparirebbe connaturato alla parola singola piuttosto che alla frase dove tale parola sia pronunciata. (Ovviamente tale tono aggiuntivo può trovarsi anche in altri punti oltre all'ultima sillaba accentata, se il parlante fa uso di altre meccanismi prosodica.)
Questa combinazione di accentazione delle parole, prosodia in finale di proposizione o periodo, e neutralizzazione di alcune vocali atone, creerebbe l'impressione di più livelli di accentazione. Secondo Ladefoge, gli esempi presi andrebbero trascritti come cóunterintélligence /ˈkaʊntər.ɪnˈtɛlɪdʒəns/, con due accenti, e cóunterfoil /ˈkaʊntərfɔɪl/, con uno. In isolamento, o alla fine di un'unità prosodica (marcata da [‖]), comparirebbe un'accentazione ulteriore non posseduta dalle parole: cóunterintélligence [ˈkaʊntər.ɪnˈˈtɛlɪdʒəns‖] e cóunterfoil [ˈˈkaʊntərfɔɪl‖].
Per determinare l'effettiva sillaba accentata, si può tentare di pronunciare la parola all'interno di una frase, circondata da altre parole e senza pause, per eliminare gli effetti dell'intonazione: in the còunterintèlligence commúnity, per esempio, si può sentire un accento secondario sulle due sillabe di counterintelligence, essendo quello primario posto su community.

### Comparazione
La tabella riassume le correnti di analisi dell'accentazione inglese sopraccitate: Ladefoged con un'accentazione binaria (un livello), un'accentazione quaternaria (tre livelli), e l'accentazione dei dizionari (due livelli).
| Descrizione                                                      | Esempio      | Modello binario | Modello quaternario           | Modello dei dizionari           |
| ---------------------------------------------------------------- | ------------ | --------------- | ----------------------------- | ------------------------------- |
| La sillaba pronunciata con più forza quando la parola è isolata: | organization | Accentata       | Accento primario              | Accento primario                |
| Altre sillabe foneticamente forti nella parola:                  | organization | Accentata       | Accento secondario            | Accento secondario              |
| Altre sillabe con vocali integre:                                | counterfoil  | Atone           | Accento terziario             | Accento secondario (US) o atone |
| Sillabe con vocali neutralizzate:                                | counterfoil  | Atone           | Atone (o accento quaternario) | Atone                           |

Come scritto nella sezione sopra, il modello binario spiega la distinzione tra accento primario e secondario come un risultato dell'uso di un'intonazione più forte che cade automaticamente sull'ultima sillaba accentata di un'unità. Distinguerebbe le sillabe toniche dalle atone dalla presenza di vocali integre o neutralizzate, ma considerando questo fenomeno come collegato alla neutralizzazione vocalica e non all'accento.

## Distinzione tra vocali neutralizzate e integre
Come già detto nella sezione precedente, alcuni fonetisti descrivono una distinzione fonemica tra sillabe con vocali neutralizzate (includendo le consonanti sillabiche), e quelle integre in sillaba atona. Alcune correnti alle sillabe di quest'ultimo tipo viene attribuito un accento terziario (mentre le vocali neutralizzate contrassegnerebbero le sillabe atone), mentre in altre la distinzione tra vocali integre e neutralizzate è vista come un fatto a sé stante non legato all'accento. Quest'ultimo appartiene a linguisti come Ladefoged e Bolinger, che ritengono le vocali inglesi come disposte su due livelli, integre e neutralizzate.
Una distinzione di questo tipo diventa necessaria quando le vocali neutralizzate vengono analizzate come esempi di fonemi uguali alle vocali integre, ma può continuare ad esserci un contrasto lessicale tra esse. Per esempio, la vocale di happy può essere analizzata come una realizzazione di /iː/ (o come un arcifonema in cui si neutralizza il contrasto tra /iː/ e /ɪ/), nonostante permanga un contrasto per molti parlanti tra le stesse parole, come in humanity, chicory (terminanti con la neutralizzata di happy) e manatee, chickaree (terminanti nell'integra /iː/). Un altro esempio valido per alcuni parlanti è dato dalla coppia farrow-Pharaoh; la prima può infatti terminare con una neutralizzata [ɵ], proveniente da /oʊ/ (vocale di GOAT), mentre la seconda mantiene il dittongo integro.
Alcuni linguisti hanno osservato delle conseguenze fonetiche della neutralizzazione vocalica che superano la pronuncia della vocale in sé. Bolinger (1989) ha osservato che una precedente occlusiva sorda può mantenere la sua aspirazione prima di una vocale atona integra, ma non davanti ad una neutralizzata; e, nell'inglese americano, il flapping di /t/ e /d/ avviene davanti ad una neutralizzata ma non davanti ad un'integra. Dunque la /t/ in manatee verrebbe aspirata in [tʰ], mentre in humanity sarebbe una non-aspirata [t] o una monovibrante [ɾ]. Wells (1990) spiega tale fenomeno dichiarando che, in assenza di confini morfemici o vincoli fonotattici, una consonante tra una vocale integra e una neutralizzata normalmente appartiene alla sillaba della vocale integra, mentre tra due vocali neutralizzate questa appartiene normalmente alla sillaba precedente. In accordo a quest'interpretazione, manatee è /ˈmæn.ə.tiː/ e humanity è /hjʊ.ˈmæn.ɪt.i/; dunque si afferma che le occlusive sorde si possano aspirare solo a inizio di sillaba, e che una /t/ vada incontro a flapping solo in fondo ad esse (come in might I /maɪt.aɪ/ → [mʌɪɾaɪ] opposto a my tie /maɪ.taɪ/ → [maɪtʰaɪ]).

## Vocali integre e neutralizzate come varianti libere
Spesso, in inglese, le vocali neutralizzate sono varianti libere di vocali integre: un certo morfema o lessema può essere a seconda dei casi pronunciato con una vocale neutralizzata o un'integra; normalmente ciò dipende dall'accentazione (lessicale o prosodica) data.

### Variazioni per accentazione lessicale
Quando l'accentazione delle parole muta, alcune vocali possono alternare la forma neutralizzata e quella integra. Per esempio, in photograph e photographic, dove la prima sillaba ha un accento almeno secondario e la seconda è atona, la prima O è pronunciata integra (col dittongo /əʊ/, e la seconda con uno scevà. Quando però si passa a photographer, accentato sulla seconda sillaba, la prima vocale passa ad uno scevà, mentre la seconda diventa integra, precisamente /ɒ/. 

### Variazioni per il significato
Esistono alcune coppie di parole omografe che possono essere verbi o aggettivi, distinti dalla sola neutralizzazione. Per esempio, almeno in alcune varietà, separate (inteso come verbo) ha una vocale integra nell'ultima sillaba: [ˈsɛpəreɪt], mentre l'aggettivo corrispondente ne ha una neutralizzata: [ˈsɛpərət] o [ˈsɛprət]. Può avvenire una distinzione simile tra sostantivo e verbo, come nel sostantivo document (la cui ultima sillaba contiene uno scevà), e il verbo document (talvolta pronunciato con un'integra /ɛ/).

### Variazioni a seconda del tipo di enunciato
Talvolta la neutralizzazione di una vocale dipende dalla velocità o dalla cura con cui si parla. Un esempio è la O in obscene, comunemente pronunciata come uno scevà, ma nel parlato formale può diventare una vocale integra /ɒ/. Si confronti questo esempio con la O di gallon, che non è mai integra, indipendentemente dalla formalità dell'enunciato.

### Forme forti e deboli
Alcune parole monosillabiche, soprattutto di tipo grammaticale, possiedono due pronunce: una debole, con vocale neutralizzata, usata quando la parola è priva di accentazione prosodica, e una forte con una vocale integra, usata in caso quando la parola risalta (e quando viene detta isolata). Molte di queste parole vengono usate nella forma forte anche quando si trovano in fondo a una frase.
Un esempio è il verbo modale can. Quando si trova senza prominenza nella frase, reggendo un verbo (I can do it), la forma debole /kən/ (o /kn/, con una sillabica n) compare nella frase. La forte /kæn/ viene usata:
- quando la parola ha una certa importanza: I don't have to do it, but I can do it (Non devo farlo, ma posso);
- quando la parola è in fondo alla frase, per esempio quando non regge verbi: we won't be doing it, but they can if they want (Non intendiamo farlo, ma loro possono se vogliono);
- quando la parola è da considerarsi isolata: The verb "can" is one of the English modals ("Can" è un verbo modale inglese).

In queste parole la forma debole è normalmente la più comune (dato che raramente le parole grammaticali ricevono accentazione prosodica), soprattutto nel caso degli articoli the, a e an, le cui forme forti sono usate nelle frasi solo nel caso in cui la determinazione/indeterminazione debba essere enfatizzata:Did you find the cat? I found a [eɪ] cat. (es. magari non quello a cui ti stai riferendo tu). Si noti poi che normalmente la forma debole di "the" è [ði] prima di vocale (the apple) e [ðə] prima di consonante (the pear), sebbene, almeno negli Stati Uniti, questa distinzione vada perdendosi. Talvolta accade la stessa cosa con la preposizione to: to Oxford [tu] vs. to Cambridge [tə].
Il numero di parole con questa caratteristica cambia a seconda del parlante e della varietà; nella Received Pronunciation, queste sono le più comuni: 
a, am, an, and, are, as, at, be, been, but, can, could, do, does, for, from, had, has, have, he, her, him, his, just, me, must, of, shall, she, should, some, than, that (congiunzione), the, them, there, to, us, was, we, were, who, would, you
In quasi tutte le parole sopra elencate la forma debole contiene uno scevà, o una consonante sillabica nel caso delle terminanti in /l/, /m/ o /n/. Tuttavia in be, he, me, she, we, been, him la vocale può essere la variante neutralizzata di /ɪ/, o [i]; e in do, who, you può invece essere una neutralizzata /ʊ/, o [u]. (Per the e to, si veda sopra.) 
Si noti che la forma debole di that viene usata solo quando questo riveste la funzione di congiunzione o pronome relativo (I said that you can; The man that you saw), ma non per l'omonimo dimostrativo (Put that down; I like that colour).
Un'altra parola da menzionare è our, la cui forma debole viene da un processo di monottongamento piuttosto che da una neutralizzazione. 
Altre parole con una forma debole in molte varietà includono your (la cui forma debole è [jə], o [jɚ] negli accenti rotici), e my (pronunciato [mɨ] o [mi]). Talvolta, in virtù di questo, nella letteratura in dialetto questi sono scritti yer o me.
Nei registri linguistici più formali, dall'enunciazione controllatissima, le forme deboli potrebbero essere evitate.
La neutralizzazione può accompagnarsi ad ulteriori fenomeni quali la caduta dell'H, elisione di consonanti, e assimilazione. Un esempio è [ən] o una sillabica [n], o anche [ŋ] davanti a una consonante velare, come in lock and key.
La forma'em [əm] per them viene invece dal pronome obsoleto hem, il che rende la parola suppletiva.
L'omofonia di alcune forme deboli può creare confusioni nella scrittura; per esempio la pronuncia identica delle forme deboli di have e of può condurre ad errori ortografici quali "would of", "could of", ecc. invece di would have, could have, ecc.
Le forme deboli inglesi rimangono un fenomeno distinto dai pronomi clitici che si trovano in altre lingue, i quali causano la fusione di due o più parole, come nella parola italiana mangiar-la.